# Kapka Georgieva
Pour les articles homonymes, voir Georgieva.
Kapka Georgieva-Panayotova (bulgare : КапкаГеоргиева-Панайотова), née le 30 septembre 1951, est une ancienne rameuse bulgare. Elle est médaillée d'argent aux Jeux de 1976.

## Carrière
Georgieva est la barreuse de l'équipage bulgare médaillé d'argent en quatre avec barreuse aux Jeux de 1976.

## Palmarès

### Jeux olympiques
- Jeux olympiques d'été de 1976 à Montréal ( Canada) :
  -  médaille d'argent en quatre avec barreuse